# Kissはあげない
「kissはあげない」は、東京女子流の25枚目のシングル。2018年6月20日にavex traxから発売された。

## 概要
前作「ラストロマンス」から4ヶ月ぶりの2018年第2弾シングル。
CD商品としてType-A（CDとミュージックビデオおよびメイキングが収録されたDVDのセット、AVCD-94092/B）、Type-B（CDのみ、AVCD-94093）の2形態がある他、mu-moショップ・イベント会場限定のミュージックカードが全5種類ある。
作品全体の世界観は前作「ラストロマンス」と同様イラストレーターのmajocco考案のもと作り上げられた。CD+DVD盤（Type-A）のジャケットはmajoccoのイラストで、CD盤（Type-B）のジャケットはメンバーの山邊未夢考案の衣装による撮り下ろし写真で世界観が表現されている。

## 収録内容
CD
1. 「kissはあげない」（=TGS71） – 4:05
作詞：米田浩貴 / 作曲：宮野弦士 / 編曲：Lucky Kilimanjaro
2. 「キスひとつで」（=TGS72） – 3:45
作詞・作曲：春ねむり / 編曲：つるうちはな、タカユキカトー、春ねむり
3. 「kissはあげない Acoustic Variations」 – 4:49
編曲・演奏：大坂孝之介

DVD（Type-Aのみ）
- 「kissはあげない Music Video」
- 「物足りなかった人たちへの、続きの話。 ～kissはあげない Making Movie～」

ライブ音源（ミュージックカードのみ）
復刻版!定期ライブ『LIVE*033 女子流学園祭2011神戸』（2018年4月27日開催）より  
- ヒマワリと星屑（全員ver.のみ）
- Attack Hyper Beat POP（山邊未夢ver.のみ）
- おんなじキモチ（新井ひとみver.のみ）
- We Will Win! -ココロのバトンでポ・ポン・のポ～ン☆-（中江友梨ver.のみ）
- Don't Be Cruel（庄司芽生ver.のみ）

## タイアップ
- tvkテレビ『TiARY TVプラス』2018年6月度テーマソング[3]
- チバテレビ『ナイツのHIT商品会議室』2018年7月度エンディングテーマ[4]
- dTVマンガ『ういらぶ。-初々しい恋のお話し-』主題歌[5]